# قطعنامه ۲۰۷۶ شورای امنیت
قطعنامهٔ ۲۰۷۶ شورای امنیت سازمان ملل متحد سندی بین‌المللی دربارهٔ وضعیت نگران‌کننده در جمهوری دموکراتیک کنگو است. این قطعنامه طی نشست شورای امنیت سازمان ملل متحد در تاریخ ۲۰ نوامبر ۲۰۱۲ میلادی با ۱۵ رأی موافق، ۰ مخالف و ۰ ممتنع به تصویب رسید.